# Panorpa diceras
Panorpa diceras är en näbbsländeart som beskrevs av Maclachlan 1894. Panorpa diceras ingår i släktet Panorpa och familjen skorpionsländor. Inga underarter finns listade i Catalogue of Life.